# Gandalf (groupe finlandais)
Pour les articles homonymes, voir Gandalf (homonymie).
Gandalf est un groupe de death metal mélodique finlandais, originaire d'Helsinki.

## Biographie
Le groupe est formé en 1993 à Helsinki, et son nom est emprunté à un personnage du Seigneur des anneaux écrit par J. R. R. Tolkien. Le groupe produit sa première démo auto-financée en 1993, intitulée Will Life Ever End?. La musique sur cette démo correspondait au death metal dans sa tradition suédoise. Les autres productions du groupe seront davantage influencées par le hard rock. 
Le groupe enregistre un premier album, en 1997, intitulé Live to Suffer, et signe à l'étiquette autrichienne Dark Matter Records. Peu après, le groupe signa avec l'étiquette Earache Records, mais décida de ne pas sortir l'album puisqu'il n'était pas satisfait du résultat. Finalement, les deux albums longue durée du groupe, Deadly Fairytales et Rock Hell, sortis respectivement en 1998 et en 2001, sont sous l'étiquette Wicked World. Le groupe se sépare en 2002. Trois anciens membres de Gandalf forment le groupe The Scourger par la suite.

## Membres

### Derniers membres
- Kimmo Aroluoma - basse[1]
- Harri Hytönen - guitare[1]
- Kirka Sainio - basse (1995-1999, 2013)[1]
- Nalle Österman - batterie (2013)[1]
- Timo Nyberg - guitare (2013)[1]
- Jari Hurskainen - chant (2013)[1]

### Anciens membres
- Niku - basse (1993)[1]
- Mika « Gas Lipstick » Karppinen - batterie (1993)[1]
- Tommi Launonen - basse (1994)[1]
- Santtu Sierilä - guitare (1994-1997)[1]
- Sami Vauhkonen - guitare (1997-1999)[1]
- Toni Näykki - guitare (2000)[1]